# Molodo-zeleno
Molodo-zeleno (Молодо-зелено) è un film del 1962 diretto da Konstantin Naumovič Voinov.